# Џозефин Браун
Елизабет Џозефин Браун (Детроит, 12. јун 1839 — Кембриџ, 16. јануар 1874) била је ћерка и биограф одбеглог афроамеричког роба Вилијама Велса Брауна и његове прве жене Елизабет Шунер. Џозефинин извештај, Биографија америчког роба, од његове ћерке, објавио је у Бостону Р.Ф. Волкат 1856. Дуго се веровало да је то прва биографија коју је написала Афроамериканка, али се сада зна да су јој претходили Мемоари о Џејмсу Џексону, пажљивом и послушном научнику (1835), ауторке Сузан Пол.
Биографија америчког роба у великој мери се ослања на сопствени извештај Вилијама Велса Брауна о његовом животу, Наратив о Вилијаму В. Брауну, одбеглом робу (1847). Међутим, Џозефин је говорила о детаљима злостављања и малтретирања које извештај Велса Брауна не укључује, и отворено се позабавила проблемима робова мулата. Она такође проширује садржај и укључује Браунов живот у Европи.

## Младост
Џозефинин отац, Вилијам Велс Браун, био је једно од седморо деце које је родила у ропству Елизабета, робиња др Џона Јанга у близини Лексингтона у Кентакију. Рођен 1814. године, Вилијам је био признат као син Џорџа В. Хигинса, рођака Брауновог власника. Године 1834, Браун је побегао на север и настанио се у Кливленду, у Охају. Тамо се оженио својом првом женом Елизабет Шунер из Сципион центра, округ Сенека, у Охају (сада град Репаблик, у Охају) која је била мешаног афроамеричког и индијанског порекла.
Браунови су имали две ћерке док су живели у Кливленду. Њихова прва ћерка, рођена 1835. године, умрла је још као беба. Њихова друга ћерка, Клариса, рођена је у пролеће 1836. Тог лета, Браунови су се преселили у Буфало у Њујорку. Иако се дуго претпостављало да је Елизабет Џозефин Браун, њихова трећа ћерка, рођена у Буфалу 1839, у два наврата, Џозефин (која је носила средње име) је изјавила да је рођена у граду Детроиту, у Мичигену. Породица Браун се дефинитивно вратила у Буфало на време за федерални попис из 1840. године. Трећа ћерка, Хенриета Хелен, рођена је 1842. и умрла је 1844.
1845. године Браунови су се преселили у Фармингтон, Њујорк. Велс Браун и његова супруга Елизабет Шунер раздвојили су се 1847. Задржао је старатељство над својим ћеркама и преселио се у Бостон. Док је путовао као аболициониста и предавач, Клариса и Џозефин су похађале интернат, живећи у Седмој улици бр. 21 у Њу Бедфорду, у Масачусетсу. Тамо су биле ученице познатог аболиционисте, Нејтана Џонсона.

## Европска путовања и образовање
Године 1849. Велс Браун је позван да присуствује Међународном мировном конгресу у Паризу, да говори против ропства. Након доношења Закона о одбеглим робовима из 1850. године, Браун је одлучио да остане, да предаје и пише.
1851. године Клариса и Џозефин су се накратко придружиле Велсу Брауну у Лондону, пре него што су смештене у интернат у Калеу, у Француској. 1852. године девојке су се вратиле у Лондон, обучавајући се у Дому и колонијалној школи да постану учитељице или гувернанте. За то време, Џозефин је можда повремено радила са својим оцем у подршци аболицији, придружујући му се на његовим предавањима и преписујући његову преписку. У децембру 1853, Џозефин је положила квалификационе испите и прихватила место учитељице школе Еаст Плумстед у Вулвичу у Енглеској.
Џозефинина мајка умрла је у Буфалу 1852. Године 1854. присталице аболициониста откупиле су слободу Велса Брауна од његовог власника и он се вратио у Сједињене Државе. Његове ћерке су остале у Енглеској.

## Активизам

### Предавања и писање против ропства
1855. године Џозефин је одлучила да се врати у Америку, у пратњи аболиционисте Хораса Грилија на трансатлантском путовању. Придружила се оцу у Бостону, радећи с њим неко време као предавач против ропства у Новој Енглеској.
Забринута да његова биографија више није у штампи, Џозефин је објавила Биографију америчког роба (1856) како би сачувала своју заоставштину. Започета док је Џозефин била у школи у Француској, њена биографија прерађује материјал из аутобиографије Велса Брауна из 1847. додајући додатне детаље о злостављањима које је доживео док је био роб и непријатељству које су мулати робови искусили од стране црнаца и белаца. Џозефин описује и његова путовања по Великој Британији.

## Каснији живот
Верује се да се Џозефин Браун вратила у Енглеску 1856. и наставила своју наставничку каријеру у Енглеској.
Под називом „Џозефин Браун Кембел“, наводи се да је умрла 1874. од туберкулозе и да је сахрањена на гробљу Кембриџ, у Кембриџу, Масачусетс.